# Šimodská dohoda
Šimodská dohoda (下田条約; úplným názvem Smlouva o obchodu a plavbě mezi Japonskem a Ruskem, 日露和親条約) podepsaná 7. února 1855 byla první smlouvou uzavřenou mezi carským Ruskem a Japonskem, tehdy pod vládou šógunů. Následovala krátce po uzavření smlouvy z Kanagawy podepsané mezi Japonskem a Spojenými státy, kterou skončila 220 let trvající politika izolace Japonska (sakoku). Dohoda otevřela ruským lodím přístavy Nagasaki, Šimoda a Hakodate, zřídila ruský konzulát v Japonsku a stanovila hranice mezi Japonskem a Ruskem.

## Japonská politika izolace
Od počátku sedmnáctého století šógunát Tokugawa izoloval zemi od vnějších vlivů. Zahraniční obchod probíhal jen s Holanďany a s Číňany a výhradně v Nagasaki, pod přísným dohledem vlády, která si podržela monopol. První kontakty mezi Japonskem a Ruskem navázali na ostrově Hokkaidó s klanem Macumae kupec Pavel Sergejevič Lebeděv-Lastočkin v roce 1778 a oficiální posel Adam Laxman v roce 1792.
Ivan Fjodorovič Kruzenštern v závěru své výpravy kolem světa dlel v letech 1804–1805 šest měsíců v nagasackém přístavu, ale navázat diplomatické či obchodní styky se mu nepodařilo.
V roce 1846 připlul do Japonska komodor James Biddle v čele americké výpravy, aby podle oficiálního pověření žádal otevření japonských přístavů obchodu, ale odmítnut odplul zpět.

## Puťjatinova mise

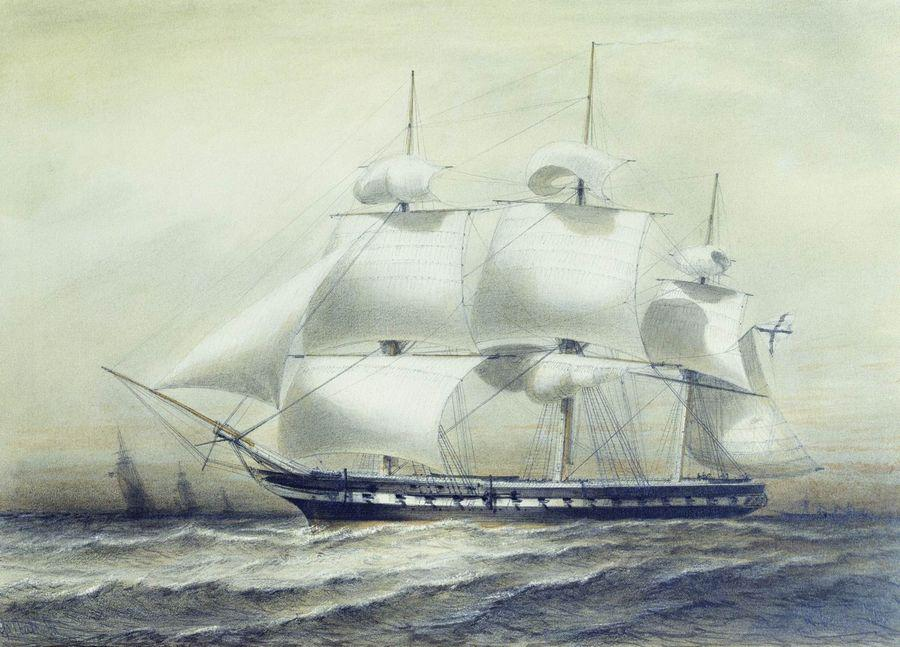
Ruská fregata Pallada, na které připlul viceadmirál Jevfimij Vasiljevič Puťjatin do Japonska

O pár let později Rusové zjistili, že Spojené státy připravují cestu komodora Matthewa Perryho, který měl přimět Japonsko k otevření třeba i prostřednictvím politiky dělových člunů, bude-li to nezbytné. Pokud by uspěl, obávalo se Rusko většího amerického vlivu v tichomořské oblasti a v Asii a nejvýhodnější pozice Ameriky v Japonsku. Proto okamžitě obnovilo plány diplomatické výpravy na Dálný východ. Ruský ministr zahraničních věcí Karl Nesselrode jmenoval do čela mise viceadmirála Jevfimije Vasiljeviče Puťjatina. Výpravy se účastnilo několik sinologů, řada vědců a inženýrů a také spisovatel Ivan Alexandrovič Gončarov. Výprava čtyř lodí dosáhla Japonska 21. srpna 1853, po mnoha těžkostech a obtížném vyjednávání se podařilo smlouvu 7. února 1855 podepsat.

## Smlouva o obchodu a plavbě mezi Japonskem a Ruskem (1855)
Šimodská smlouva obsahuje devět článků:
| Článek | Obsah |
| ------ | --- |
| I      | Mír mezi Ruskou říší a Japonskou říší, ochrana osob a majetku obou států                                         |
| II     | Hranice mezi Japonskem a Ruskem se stanovuje mezi Etorofu a Urupem, přičemž status Sachalinu zůstává nerozhodnut |
| III    | Šimoda, Hakodate a Nagasaki se otevřou pro ruské lodě                                                            |
| IV     | Ztroskotaní námořníci dostanou pomoc                                                                             |
| V      | Barterový obchod je povolen v Šimodě a v Hakodate                                                                |
| VI     | Ruský konzul se usídlí v Šimodě nebo v Hakodate                                                                  |
| VII    | Veškeré otázky nebo problémy týkající se Japonska rozhoduje japonská vláda                                       |
| VIII   | Vzájemná extrateritorialita pro občany Ruska a Japonska v druhé zemi                                             |
| IX     | Doložka nejvyšších výhod pro Rusko                                                                               |
| XII    | Smlouva bude ratifikována do 18 měsíců od podpisu                                                                |

Smlouva otevřela Nagasaki, Šimodu a Hakodate ruským lodím k opravám a zásobení, ruský konzul získal povolení usídlit se v jednom z těchto měst a Rusko obdrželo doložku nejvyšších výhod. Hranice mezi Japonskem a Ruskem byla stanovena mezi ostrovy Etorofu a Urup s tím, že statut Sachalinu zůstal nerozhodnut.

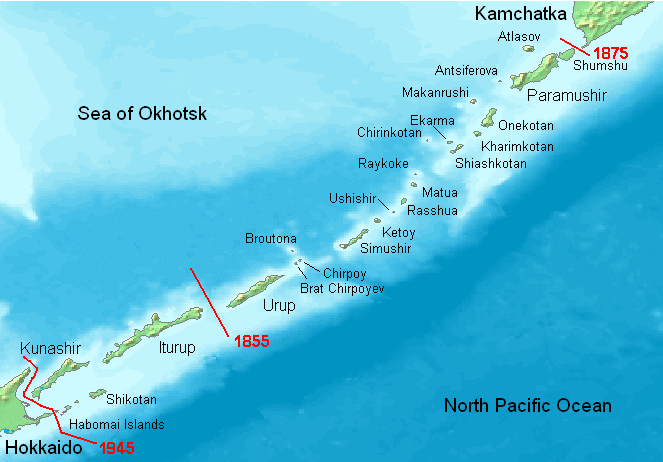
Mapa znázorňující změny hranic v Kurilských ostrovech